# Урам, Марек
Марек Урам (словац. Marek Uram; род. 8 сентября 1974 года, Липтовски Микулаш, Чехословакия) — словацкий хоккеист, нападающий. Чемпион мира 2002 года.

## Карьера
Воспитанник хоккейной школы «Липтовски Микулаш». Выступал за словацкие и чешские клубы «Слован» Братислава, «Жилина», «Мартин», «Орли Зноймо», «Витковице», «Пиештяни», «Нове Замки». Сейчас играет в 3-й словацкой лиге.
Всего в Словацкой экстралиге провёл 671 матч, набрал 637 очков (268 шайб + 369 передач), в Чешской экстралиге — 360 матчей, 314 очков (143+171), в открытом чемпионате Австрии — 41 игра, 29 очков (10+19), в чемпионате Венгрии — 64 игры, 79 очков (27+52), в европейских кубках (Лига чемпионов/Кубок европейских чемпионов) — 6 игр, 3 очка (1+2), в низших словацких лигах (2-я и 3-я словацкие лиги) — 69 игр, 123 очка (45+78).
В составе национальной сборной Словакии провел 73 матча (17 голов), участник чемпионатов мира 2002 (завоевал золотую медаль) и 2007. На мировых чемпионатах провёл 13 матчей, набрал 5 очков (2+3).
Всего за карьеру в клубах и сборной провёл 1284 игры, забил 511 голов.

## Достижения

### Командные
- Чемпион мира (2002)
- Чемпион Словакии (2007, 2008)
- Бронзовый призер чемпионата Чехии (2006)
- Бронзовый призер чемпионата Словакии (2009)

### Личные
- Крест Президента Словацкой Республики I степени (15 мая 2002 года)[1]
- Лучший снайпер чешской Экстралиги 2001 (26 шайб)
- Лучший снайпер словацкой Экстралиги 2007 (31 шайба)
- Лучший бомбардир (21 очко) и снайпер (12 шайб) плей-офф словацкой Экстралиги 2007